# Roz Ivanič
Roz Ivanič, Rosalind Ivanič (ur. 1946) – brytyjska językoznawczyni. W swojej działalności badawczej koncentruje się na językoznawstwie stosowanym, ze szczególnym naciskiem na intertekstualność, komunikację multimodalną, alfabetyzm wśród dorosłych, lingwistykę edukacyjną, krytyczną świadomość językową, interpunkcję oraz wypowiedzi pisemne w języku drugim.
W latach 1970–1985 Roz nauczała języka angielskiego, zdolności piśmiennych oraz umiejętności uczenia się w Devon (Londyn) i Stockton (Kalifornia). Była dyrektorem działu Wsparcia Językowego w Kingsway-Princeton College of Further Education w Londynie. W Garnett College prowadziła wykłady z zakresu alfabetyzmu dorosłych, języka i uczenia się. W 1986 r. zaczęła pracować na Lancaster University. W okresie od 1986 do 2008 była pełnoetatowym członkiem Wydziału Językoznawstwa i Języka Angielskiego, a od 2002 r. pełniła funkcję zastępcy dyrektora Centrum Badań nad Alfabetyzmem. W 2008 r. otrzymała tytuł profesora emerytowanego.
Była członkiem Brytyjskiego Stowarzyszenia Lingwistyki Stosowanej oraz wieloletnią przewodniczącą Committee for Linguistics in Education. Jest aktywnym członkiem grupy Research and Practice in Adult Literacy.

## Wybrana twórczość
- Issues in transcribing a corpus of children's hand-written projects (współautorstwo, 1998)
- I am how I sound: Voice as self-representation in L2 writing (współautorstwo, 2001)
- Ten questions about language awareness (współautorstwo, 2003)
- Discourses of writing and learning to write (2004)
- Understanding the relationships between learning and teaching: an analysis of the contribution of applied linguistics (współautorstwo, 2005)